# Homa Hills
Homa Hills és una concentració de població designada pel cens dels Estats Units a l'estat de Wyoming. Segons el cens del 2000 tenia 214 habitants.

## Demografia
Segons el cens del 2000, Homa Hills tenia 214 habitants, 85 habitatges, i 70 famílies. La densitat de població era de 9,4 habitants/km².
Dels 85 habitatges en un 29,4% hi vivien nens de menys de 18 anys, en un 67,1% hi vivien parelles casades, en un 10,6% dones solteres, i en un 17,6% no eren unitats familiars. En el 14,1% dels habitatges hi vivien persones soles el 4,7% de les quals corresponia a persones de 65 anys o més que vivien soles. El nombre mitjà de persones vivint en cada habitatge era de 2,52 i el nombre mitjà de persones que vivien en cada família era de 2,7.
Per edats la població es repartia de la següent manera: un 20,6% tenia menys de 18 anys, un 12,6% entre 18 i 24, un 26,6% entre 25 i 44, un 31,3% de 45 a 60 i un 8,9% 65 anys o més.
L'edat mediana era de 41 anys. Per cada 100 dones de 18 o més anys hi havia 102,4 homes.
La renda mediana per habitatge era de 48.828 $ i la renda mediana per família de 48.672 $. Els homes tenien una renda mediana de 35.156 $ mentre que les dones 23.333 $. La renda per capita de la població era de 16.516 $. Cap de les famílies i el 2,3% de la població estaven per davall del llindar de pobresa.

## Poblacions més properes
El següent diagrama mostra les poblacions més properes.